# Гръко-персийски войни
Гръко-персийските войни (наричани също Персийски войни) са поредица от конфликти между Ахеменидското царство и гръцките полиси, които започват през 499 г. пр.н.е. и продължават до 449 г. пр.н.е. Сблъсъкът между нестабилния политически свят на гърците и огромната империя на персите започва, когато Кир II завладява населената с гърци област Йония през 547 г. пр.н.е. Като се борели да контролират независимите градове на Йония, персите назначили тирани да управляват всеки от тях. Това би се оказало източник на много проблеми както за гърците, така и за персите.
През 499 г. пр.н.е. тиранът от Милет, Аристагор, предприема обсада на остров Наксос, с персийска подкрепа; обаче, обсадата е разгромена и, предотвратявайки уволнението му, Аристагор подбужда гръцките полиси в Мала Азия в бунт срещу персите. Това е началото на Йонийското въстание, което продължава до 493 г. пр.н.е., като постепенно се привличат в конфликта още райони от Мала Азия. Аристагор осигурява военна подкрепа от Атина и Еретрия, а през 498 г. пр.н.е. тези сили помогат за превземането и опожаряването на персийската регионална столица Сарди. Персийският цар Дарий I се зарича да отмъсти на Атина и Еретрия за този акт. През 494 г. пр.н.е. персите се прегрупират и нападат епицентъра на бунта в Милет. В битката при Ладе гърците претърпяват поражение и бунтът е потушен.
Стремейки се да защити своята империя от по-нататъшни бунтове и от намесата на континенталните гърци, Дарий предприема ход за завладяване и наказване на Атина и Еретрия за изгарянето на Сарди. Първата инвазия на персите в Гърция започва през 492 г. пр.н.е., когато персийският генерал Мардоний успешно подчинява Тракия и Македония отново. През 490 г. пр.н.е. към Гърция е изпратена втора сила, този път през Егейско море, под командването на Датис и Артаферн. Този поход подчинява Цикладите, преди да обсади, плени и разруши Еретрия. Въпреки това, докато са на път да атакуват Атина, персийските сили са решително победени от атиняните в битката при Маратон, като за момента прекратяват усилията на Персия.
След това Дарий започва да планира пълно завладяване на Гърция, но умира през 486 г. пр.н.е. и отговорността за завладяването се прехвърля на сина му Ксеркс. През 480 г. пр.н.е. Ксеркс лично ръководи втората инвазия на персите в Гърция с една от най-големите древни армии, събирани някога. Победата над съюзническите гръцки държави в известната битка при Термопилите позволява на персите да запалят евакуираната Атина и да завладеят по-голямата част от Гърция. Въпреки това, докато се стремят да унищожат гръцкия флот, персите претърпяват тежко поражение в битката при Саламин. На следващата година гърците преминават в настъпление, като побеждават персийската армия в битката при Платея и прекратяват нашествието на Ахеменидите.
Съюзниците гърци продължават успеха си, като унищожават останалата част от персийския флот в битката при Микале, преди да изгонят персийските гарнизони от Сестос (479 г. пр.н.е.) и Византион (478 г. пр.н.е.). След изтеглянето на персите от Европа и победата при Микале, градовете-държави на Йония и Македония възвръщат своята независимост. Действията на генерал Павзаний при обсадата на Византион отчуждават много от гръцките държави от спартанците и затова антиперсийският съюз е възстановен около атинското ръководство, наречено Делоски морски съюз. Делоският морски съюз продължава кампанията си срещу Персия през следващите три десетилетия, започвайки с изгонването на останалите персийски гарнизони от Европа. В битката при Евримедон през 466 г. пр.н.е. съюзът печели двойна победа, която най-накрая осигурява свобода на градовете на Йония. Участието му в египетския бунт на Инар II срещу Артаксеркс I (от 460 – 454 г. пр.н.е.) приключва с катастрофално гръцко поражение и по-нататъшната кампания е спряна. Някои исторически източници предполагат, че краят на военните действия е белязан от мирен договор между Атина и Персия, наречен Калийски мир.

## Извори
Всички оцелели първични извори за гръко-персийските войни са гръцки; не съществуват съвременни източници на други езици. Най-важният източник е гръцкият историк от 5 век Херодот, наричан „бащата на историята“,. Той е роден през 484 г. пр.н.е. в Халикарнас, Мала Азия (тогава част от Персийската империя) и пише своята История около 440 – 430 г. пр.н.е. В нея се опитва да проследи произхода на гръко-персийските войни, които все още са били част от най-новата история за онова време. Подходът на Херодот е новаторски и поне за западното общество той изобретява „историята“ като дисциплина. Както казва историкът Том Холанд, „За първи път летописец си поставя за цел да проследи конфликт от не толкова отдалеченото минало, като не прибягва до обяснения на причините за него с капризите и желанията на някой бог, нито с ролята на съдбата, а по-скоро използва обяснения, които би могъл да провери лично.“
Някои по-късни историци, започвайки от Тукидид, критикуват Херодот и неговите методи. Независимо от това, Тукидид избира да започне своята история там, където Херодот спира (при обсадата на Сестос) и смята, че историята на Херодот е достатъчно точна, затова не се нуждае от пренаписване или коригиране. Плутарх критикува Херодот в есето си „За магичността на Херодот“, описвайки Херодот като „филобарбарос“ (приятел на варвари), че не е достатъчно прогръцки, което предполага, че Херодот може да е свършил разумна работа, бивайки безпристрастен. По време на Ренесанса в Европа се запазва този отрицателен възглед за Херодот, въпреки че трудът му остава популярен. От 19 век нататък излизат археологически находки, които многократно потвърждават неговата версия за събитията и репутацията му е възстановена. Преобладаващият модерен възглед е, че Херодот е свършил забележителна работа в своята „История“, но че някои от неговите специфични подробности (по-специално броят на войските и датите) трябва да се приемат със скептицизъм. Въпреки това все още има историци, които вярват, че Херодот е измислил голяма част от своята история.
Военната история на Древна Гърция между края на втората инвазия на персите в Гърция и Пелопонеската война (479 – 431 г. пр.н.е.) не се потвърждава категорично от оцелелите древни източници. Този период, наричан понякога от древните писатели като петдесетница (πεντηκονταετία, петдесетте години), е период на относителен мир и просперитет в Гърция. Най-богатият източник за периода, както и най-съвременният, е Историята на Пелопонеската война на Тукидид, която обикновено се счита от съвременните историци за надежден първичен извор. Тукидид споменава само бегло този период в пасаж относно нарастването на властта на Атина в навечерието на Пелопонеската война, разказът му е кратък, вероятно избирателен и липсват дати. Независимо от това, разказът на Тукидид може да бъде използван от историците за съставяне на скелетна хронология за периода, върху която могат да се наслагват подробности от археологически данни и от други автори.
Повече подробности за целия период са предоставени от Плутарх в неговите биографии на Темистокъл, Аристид и особено Кимон. Плутарх пише около 600 години след въпросните събития и следователно е вторичен източник, но често назовава своите извори, което позволява известна степен на проверка на твърденията му. В своите биографии той черпи информация директно от много древни истории, които не са оцелели, и по този начин често съхранява подробности, които са пропуснати в разказите на Херодот и Тукидид.
Последният основен съществуващ източник за периода е Bibliotheca historica от 1 в. пр.н.е. на Диодор Сицилийски. Голяма част от писанията на Диодор за този период са взети от много по-ранния гръцки историк Ефор, който също е написал универсална история. Диодор също е вторичен източник и често бива подиграван от съвременните историци за неговия стил и неточности, но той съхранява много подробности от древния период, които не фигурират никъде другаде.
Допълнителни разпръснати подробности могат да бъдат намерени в Описание на Гърция на Павзаний, докато византийският речник на Суда от 10 в. съхранява някои анекдоти, които не се откриват другаде. Към незначителните извори за периода се включват произведенията на Помпей Трог (обобщени от Юстин), Корнелий Непот и Ктезий от Книдос (обобщени от Фотий), които обаче не са в оригиналната си текстова форма. Тези произведения не се считат за надеждни (особено на Ктезий) и не са особено полезни за възстановяване на историята на този период.
Няколко останки от конфликта са открити от археолозите. Най-известната е Змийската колона в Истанбул, която първоначално е била поставена в Делфи в чест на победата на Гърция при Платея. През 1939 г. гръцкият археолог Спиридон Маринатос открива останки от многобройни персийски върхове на стрели на хълма Колонос на полето Термопили, което сега обикновено се определя като мястото на последната позиция на защитниците.

## Произход на конфликта
Гърците от класическия период вярват, че в мрачните години, последвала краха на микенската цивилизация, значителен брой гърци са избягали и емигрирали в Мала Азия, заселвайки се там. Съвременните историци обикновено приемат тази миграция като историческа (но отделно от по-късната колонизация на Средиземноморието от гърците). Има обаче такива, които смятат, че йонийската миграция не може да бъде обяснена толкова просто, колкото твърдят класическите гърци. Тези заселници са от три племенни групи: еолийци, дорийци и йонийци. Йонийците са се заселили край бреговете на Лидия и Кария, основавайки дванадесетте града, съставляващи Йония. Тези градове бяха Милет, Миус и Приене в Кария; Ефес, Колофон, Лебедос, Теос, Клазомена, Фокея и Еритрея в Лидия; и островите Самос и Хиос. Въпреки че йонийските градове са били независими един от друг, те са признавали общото им наследство и се предполага, че са имали общ храм и място за срещи, Панйонион. Така те образуват „културен съюз“, в който не допускат други градове или дори други племенни йонийци.

## Основни етапи
В историографията гръко-персийските войни е прието да се делят на две:

- първа – 492-490 пр.н.е.,
- втора – 480-479 пр.н.е.

или на три войни:
- първа – 492 пр.н.е.,
- втора – 490 пр.н.е.,
- трета – 480 пр.н.е.-479 пр.н.е. (449 пр.н.е.).

Хронология:
- Въстание на Милет и други градове в Йония против персийското господство (500 г. пр.н.е./499 г. пр.н.е. – 494 г. пр.н.е.).
- Неуспешна морска атака на персите, завършила с буря и смърт за персите (492 г. пр.н.е.)
- Нахлуване на Дарий I по суша на Балканския полуостров, завършило с поражението му при Маратон (492 г. пр.н.е. – 490 г. пр.н.е.).
- Поход на Ксеркс I (480 г. пр.н.е. – 479 г. пр.н.е.)
- Действия на Делоския воененоморски съюз против персите в Егейско море и Мала Азия (477 г. пр.н.е. – 459 г. пр.н.е.).
- Атинска експедиция в Египет и край на гръко-персийските войни (459 г. пр.н.е. – 449 г. пр.н.е.).

## Първа война
След като си връщат Йония, персийците почват да планират как да предотвратят заплахата за империята си и как да накажат Атина и Еретрия, защото те подпомагали Йонийските полиси. По стечение на обстоятелствата последвалата инвазия в континентална Гърция се състои от две отделни кампании.

### Поход на Мардоний
През 492 г. пр.н.е. начело на персийската кампания застава зетят на Дарий – Мардоний,, който си връща властта в Тракия, която номинално е част от персийската империя от 513 г. пр.н.е. Първата жертва на персийската агресия в Гърция става остров Тасос със своите оловни и сребърни мини и по-малки количества злато и мед. Със завладяването на острова, местните първенци, за да запазят състоянието и живота си стават васали на Персия. Оттам флотата на Мардоний се насочва към бреговете на Древна Македония (около днешен Солун); не след дълго и тези земи са присъединени към персийската империя, макар че дотогава са васални и имат значителна автономия.  Персийската флота обаче попада в буря около Атон и е разбита. Според Херодот, персите загубват 300 кораба и 20 000 души. По това време самият той, Мардоний, е в Тракия и води пехотата и кавалерията на персите в битките там. Мардоний печели победа след победа, но в една от битките е ранен. Раняването му и загубата на флотата край Атон го принуждават да се прибере в Мала Азия.
На следващата година Дарий изпраща пратеници до всички гръцки полиси, като изисква от тях да се подчинят. Повечето се подчиняват, с изключение на Атина и Спарта, които екзекутират пратениците. Дарий зава даповед за голяма военна кампания на следващата година.

### Поход на Датис и Артаферн
През 490 г. пр.н.е. Датис и Артаферн (племенник на Дарий и син на сатрапа Артаферн) оглавяват командването на голям флот, който отплава от Киликия. Най-напред пристигат на Родос, където храмовата хроника на Линдос съобщава, че персийската обсада на града е неуспешна. След това флотът се насочва към град Наксос (днес град Хора на остров Наксос) за да накаже неговите обитатели за съпротивата им срещу персите преди десет години. Много от обитателите бягат в планините, а попадналите в персийски плен са поробени. След това градът и храмовете му са опожарени. Персийският флот продължава след това своя път от остров на остров, като на всеки от тях взема заложници и мобилизира войници.
Накрая персите достигат остров Евбея, където е разположена Еретрия. Жителите на Еретрия не предприемат никакъв опит да попречат на десанта и така се оказват под обсада. Персийците атакуват крепостните им стени в продължение на шест дни, а на седмия двама знатни граждани отварят портите и градът се предава. Персите са безпощадни: сриват града до основи и според заповедта на Дарий поробват всички граждани.

### Битката при Маратон
Персийският флот се насочва на юг край бреговете на Атика и извършва десант в залива на Маратон, на около 40 км от Атина. Атиняните били раздвоени между това дали да се борят с персийците и да се изложат на почти сигурна смърт, или да се предадат. Те обаче ценят свободата си над всичко и армията им, под ръководството на опитния Милтиад, блокира двете възможности за излаз от равнината. Въпреки значително по-голямата персийска армия (25 000 пехотинци и 1000 конница), стратегията на Милтиад и гърците, които имат над два пъти по-малка армия (9 – 10 000 атиняни; 1000 платейци), е да разделят гръцката армия на три части, като централната е разтеглена. Първата причина е, че така армията изглежда значително по-голяма, отколкото е, а втората е да отслаби центъра, за да може силните флангове да заобиколят и нападнат персийската армия отстрани.
Противниците се дебнат в продължение на пет дни, след което персийците решават да се качат на корабите и да продължат към Атина. След като конницата (най-силната част от войската) е вече натоварена, от околните хълмове се спускат 10 000 атински войници и започват да громят персийската пехота от фланговете към центъра. Останалите живи перси напускат битката и бягат към корабите. Херодот съобщава, че на бойното поле са преброени 6 400 убити персийци, докато атиняните дават само 192 жертви.
След като нападателите отплуват в открито море, атиняните се придвижват максимално бързо към Атина. Те пристигат точно навреме, за да попречат на Артаферн да извърши нов десант. Виждайки, че губят инициативата, персите поемат обратния път към Азия.
Битката при Маратон е преломен момент във войната, защото демонстрира, че персите не са непобедими. Освен това проличава предимството в боя на тежко въоръжените гръцки хоплити.

## Втора война
Въпреки загубата при Маратон, персийците се готвят за нов поход. Но през 486 г. пр. Хр. Дарий I умира и подготовката за нападението е продължена от Ксеркс I. С цел да не повтаря грешката на Мардоний, той построява два моста, свързващи Азия с Дарданелите. Прокопава се и плавателен канал с цел новия поход да успее. Гърците са наясно, че ще бъдат нападнати. Според някои автори, гръцки шпиони били демонстративно поканени от Ксеркс да разгледат отблизо мащабната подготовка на похода.
Гърците изпращат специална делегация при оракула в Делфи, който им казва, че от тази война ще ги спасят само дървени стени. Това е разтълкувано от Темистокъл, водач на Демократическата партия, като необходимост от дървени кораби. Макар и в началото да не е послушан, впоследствие, чрез набиране на средства от намерени залежи на сребро близо до Атина, е построен флот. Атина влиза във войната като най-подготвения полис.
През 480 г. пр. Хр. огромна персийска армия се прехвърля от Мала Азия по построените мостове. Според сведения на Херодот числеността ѝ достига до 5 милиона – число, очевидно преувеличено. Във всеки случай това е най-голямата армия в дотогавашния свят.
Първоначалният план на гърците е да се сражават с нея в северните части на Македония и прилежащите планини.
След неуспеха на този план спартанците започват да набират контингенти от своите съюзници и успяват да набавят голяма войска и флот, оглавявайки го поради славата им на най-добрите воини в Гърция. Те пращат спартанския цар Леонид I да се опита да удържи и забави персийците при прохода Термопили (преди това спартанците отказват да отбраняват Северна Гърция и тесалийците сами преминават на страната на Ксеркс.)
Леонид тръгва начело само с 300 спартанци, като по пътя набира още. При Термопилите вече наброяват 5 – 6 хиляди. Там е единственият път, свързващ Централна с Южна Гърция, който минава в подножието на склон между планината Калидромо и Малиакския залив. Леонид застава на най-тясното му място и построява малко укрепление. Когато персийците пристигат, тяхното числено превъзходство се оказва безсмислено. Ксеркс има възможност да праща само малки отряди през тесния път, които обаче героично са отблъсквани от спартанците. От предател Ксеркс разбира за пътека, по която би могъл да прекара войски. Осъзнавайки, че са обречени на гибел, Леонид изкомандва всички съюзници да напуснат бойното поле. Спартанците остават, тъй като техните закони не позволяват да се напусне битка. Остават и някои доброволци от съюзниците. Всички те умират, но успяват да забавят похода на персийската армия с две седмици и така битката при Термопили се оказва от ключово значение.
Оттук нататък няма кой да спре персийците. Спартанците не се и опитват. Те задържат цялата гръцка армия под свое командване на Коринтския провлак, свързващ Пелопонес с Централна Гърция, и оставят войската да се заеме с изграждането на сериозна каменна стена. В Атина остават само старци, жени и деца, които бягат на остров Саламин, където се събира и основният гръцки флот. Така персийците влизат в празната Атина, без да срещат никаква съпротива, и опустошават града. Започват да се готвят за нападение на Пелопонес, но времето напредва, а с него и идването на студа. Затова Ксеркс е принуден да бърза. Спартанците, подобно на Термопили, успяват да изградят стената на най-тясното място, така че щурмуването на Коринтския провлак изглежда като доста безперспективна задача. Единствената възможност е заобикалянето на п-в Пелопонес по вода. Това е и надеждата на гърците, които са се надявали да се сражават с флота си.
Херодот и Есхил твърдят, че Темистокъл сам предизвиква сражението, като праща престорен предател при персийците, който им съобщава, че спартанският флот ще отбранява североизточния бряг на Пелопонес. Ксеркс се хваща на тази уловка. Бърза да ги нападне, преди да се „оттеглят“ и така се стига до битката при о. Саламин. Персийците навлизат в провлака, който постепенно се стеснява, което налага разваляне на персийския строй. Част от персийския флот – малоазийските гърци, с голям риск решават да не участват в разгрома на събратята си и се оттеглят. Това обаче не може да намали драстично числеността на персийците и остава незабелязано.
Провлакът крие много опасности – той е много дълъг, с подводни скали и силно течение. Персийците попадат от един подводен капан на друг. Гърците изчакват максимално дълго и накрая нападат персийците със своите маневрени кораби. Потопяват постепенно тези на Ксеркс, докато не се стига до пълен погром за персийския цар.
Ксеркс се оттегля с голяма част от войските в Мала Азия. Войната продължава на следващата година.

## Последици
Конфликтът между Елада и Ахеменидска Персия, продължил половин век, е пряко свързан с политизирането в Елада и използва всички икономически, военни и духовни ресурси на гръцкия свят.
След битката при град Саламин на остров Кипър, където за пореден път персийският флот е разгромен, се подписва Калиевият мир през 449 г. пр. Хр., с който елинските полиси и Персия се съгласяват на няколко условия.
Първото е, че всички елински градове в Азия могат да имат самостоятелно управление. Другото условие е, че никой персийски сатрап и неговите армии няма да напада който и да е гръцки град. Съответно, ако тези условия са спазени, атиняните не могат да пращат войски в земите, управлявани от Персия. В допълнение, персийските армии и флотилия не можели да пристъпват в Елада, съответно и в Егейско море. Тези ограничения са също валидни и за търговските пътища на Персия, които минават оттам.
За гръцката победа във войната изиграва голяма роля създаването на Делоския морски съюз през 478 г. пр. Хр. Целта му е обединение на съвместните елински действия срещу Персия. Съюзът засилва атинския авторитет из Елада. Това не се харесва на следващия по сила и авторитет полис – Спарта. В средата на V век пр. Хр., съюзническата хазна е преместена в Атина и е използвана изцяло за нуждите на полиса. Това ще доведе до започването на Пелопонеските войни.
Въпреки че персийците се признават за победени, гърците не променят много своето държание към тях. Близо сто години след края на войните, известният атински политик, Исократ, създава речи чрез които описва войната с изобилстващата от богатства Персия, като икономически полезна за Европа.

## Филми
- „300“ – година: 2006; страна: САЩ; режисьор: Зак Снайдър; актьори: Джералд Бътлър, Родриго Санторо, Лина Хийди, Дейвид Уенъм, Доминик Уест.
- „300: Възходът на една империя“ – година: 2014; страна: САЩ; режисьор: Ноам Мъро; актьори: Съливан Стейпълтън, Ева Грийн, Лена Хийди, Ханс Матисън, Родриго Санторо.
- „Битката при Маратон“ – година: 1959; страни: Италия, Франция; режисьори: Жак Турнюр, Марио Бава; актьори: Стив Рийвс, Милен Дьомонжо, Даниела Рока, Иво Гарани, Филип Ерсен.

### Древни извори
- Херодот, История
  - Коментари: A commentary on Herodotus.   Oxford University Press, 1990. ISBN 0-19-872139-0.
- Тукидид, История на Пелопонеската война
- Ксенофонт, Анабазис, Hellenica
- Плутарх, Успоредни животописи; Темистокъл, Аристид, Перикъл, Кимон
- Диодор Сицилийски, Bibliotheca historica
- Корнелий Непот, LIBER DE EXCELLENTIBUS DVCIBUS EXTERARVM GENTIVM; Милтиад, Темистокъл

### Съвременни
- The Cambridge Ancient History, vol. 5.   Cambridge University Press, 1988. ISBN 0-521-22804-2.
- Burn, A.R. Persia and the Greeks //  The Cambridge History of Iran, Volume 2: The Median and Achaemenid Periods The Cambridge Ancient History, vol. 5.   Cambridge University Press, 1985. ISBN 0-521-22804-2.
- Dandamaev, M. A. A political history of the Achaemenid empire (translated by Willem Vogelsang).   Brill, 1989. ISBN 90-04-09172-6.
- de Souza, Philip (2003). The Greek and Persian Wars, 499 – 386 BC. Osprey Publishing, (ISBN 1-84176-358-6)
- Farrokh, Keveh. Shadows in the Desert: Ancient Persia at War.   Osprey Publishing, 2007. ISBN 978-1-84603-108-3.
- Fine, John Van Antwerp. The ancient Greeks: a critical history.   Harvard University Press, 1983. ISBN 0-674-03314-0.
- Finley, Moses. Introduction //  Thucydides – History of the Peloponnesian War (translated by Rex Warner).   Penguin, 1972. ISBN 0-14-044039-9.
- Green, Peter. Diodorus Siculus – Greek history 480 – 431 BC: the alternative version (translated by Peter Green).   University of Texas Press, 2006. ISBN 0-292-71277-4.
- Green, Peter. The Greco-Persian Wars.   University of California Press, 1996. ISBN 0-520-20573-1.
- Hall, Jonathon. Hellenicity: between ethnicity and culture.   University of Chicago Press, 2002. ISBN 0-226-31329-8.
- Higbie, Carolyn. The Lindian Chronicle and the Greek Creation of their Past.   Oxford University Press, 2003. ISBN 0-19-924191-0.
- Holland, Tom. Persian Fire: The First World Empire and the Battle for the West.   Abacus, 2006. ISBN 0-385-51311-9.
- Kagan, Donald. The Outbreak of the Peloponnesian War.   Cornell University Press, 1989. ISBN 0-8014-9556-3.
- Köster, A.J. Studien zur Geschichte des Antikes Seewesens //  Klio Belheft 32.   1934.
- Lazenby, JF. The Defence of Greece 490 – 479 BC.   Aris & Phillips Ltd, 1993. ISBN 0-85668-591-7.
- Osborne, Robin. Greece in the making, 1200 – 479 BC.   Routledge, 1996. ISBN 0-415-03583-X.
- Roebuck, R. Cornelius Nepos – Three Lives.   Bolchazy-Carducci Publishers, 1987. ISBN 0-86516-207-7.
- Roisman, Joseph, Worthington, Ian. A Companion to Ancient Macedonia.   John Wiley and Sons, 2011. ISBN 978-1-44-435163-7. Посетен на 2016-03-14.
- Rung, Eduard. Diplomacy in Graeco–Persian relations //  War and peace in ancient and medieval history.   University of California Press, 2008. ISBN 978-0-521-81703-5.
- Sealey, Raphael. A history of the Greek city states, ca. 700 – 338 B.C.  University of California Press, 1976. ISBN 0-520-03177-6.
- Snodgrass, Anthony. The dark age of Greece: an archaeological survey of the eleventh to the eighth centuries BC.   Routledge, 1971. ISBN 0-415-93635-7.
- Thomas, Carol G., Conant, Craig. Citadel to City-State: The Transformation of Greece, 1200 – 700 B.C.E.   Indiana University Press, 2003. ISBN 0-253-21602-8.
- Traver, Andrew. From polis to empire, the ancient world, c. 800 B.C.–A.D. 500: a biographical dictionary.   Greenwood Publishing Group, 2002. ISBN 0-313-30942-6.
- Fields, Nic. Themopylae 480 BC.   Osprey Publishing, 2007. ISBN 978-1841761800.
- Wolfgang Will: Die Perserkriege. (= Beck'sche Reihe 2705 C. H. Beck Wissen) C. H. Beck, München 2010, ISBN 978-3-406-60696-0.